# Cynodonteae
Tribu
Les Cynodonteae sont une tribu de plantes monocotylédones de la famille des Poaceae, sous-famille des Chloridoideae, originaire des régions tropicales d'Afrique et d'Asie.
Cette grande tribu est subdivisée en 18 sous-tribus regroupant 93 genres et 839 espèces (15 genres n'ont pas été rattachés à une sous-tribu).

## Liste des sous-tribus et genres
Selon Soreng et al. :
- incertae sedis
  - Allolepis
  - Brachychloa
  - Cleistogenes
  - Dactyloctenium
  - Halopyrum
  - Hubbardochloa
  - Jouvea
  - Kalinia
  - Kampochloa
  - Lepturidium
  - Neobouteloua
  - Orinus
  - Pogononeura
  - Sohnsia
  - Vietnamochloa

- sous-tribu des Aeluropodinae
  - Aeluropus
  - Odyssea

- sous-tribu des Triodiinae
  - Monodia
  - Symplectrodia
  - Triodia (syn. Plectrachne)

- sous-tribu des Orcuttiinae
  - Neostapﬁa
  - Orcuttia
  - Tuctoria

- sous-tribu des Gouiniinae
  - Gouinia
  - Schenckochloa
  - Tridentopsis
  - Triplasis
  - Vaseyochloa

- sous-tribu des Cteniinae
  - Ctenium

- sous-tribu des Trichoneurinae
  - Trichoneura

- sous-tribu des Perotidinae
  - Mosdenia
  - Perotis (syn. Lopholepis, Toliara)
  - Trigonochloa

- sous-tribu des Farragininae
  - Craspedorhachis
  - Farrago

- sous-tribu des Gymnopogoninae
  - Bewsia
  - Dignathia
  - Gymnopogon
  - Leptocarydion
  - Leptothrium
  - Lophacme

- sous-tribu des Eleusininae
  - Acrachne
  - Afrotrichloris
  - Apochiton
  - Astrebla
  - Austrochloris
  - Chloris (syn. Ochthochloa)
  - Chrysochloa
  - Coelachyrum (syn. Coelachyropsis)
  - Cynodon (syn.Brachyachne)
  - Daknopholis
  - Dinebra (syn. Drake-Brockmania, Heterocarpha, Oxydenia)
  - Diplachne
  - Disakisperma (syn. Cypholepis)
  - Eleusine
  - Enteropogon
  - Eustachys
  - Harpochloa
  - Leptochloa (syn. Trichloris)
  - Lepturus
  - Lintonia
  - Microachne
  - Microchloa (syn. Rendlia)
  - Oxychloris
  - Pommereulla
  - Rendlia
  - Rheochloa
  - Saugetia
  - Schoenefeldia
  - Sclerodactylon
  - Stapfochloa
  - Tetrapogon

- sous-tribu des Tripogoninae
  - Desmostachya
  - Eragrostiella
  - Melanocenchris
  - Oropetium
  - Tripogon

- sous-tribu des Pappophorinae
  - Neesiochloa
  - Pappophorum
  - Tridens (excl. Tridentopsis)

- sous-tribu des Traginae
  - Monelytrum
  - Polevansia
  - Tragus
  - Willkommia (syn. Willbleibia)

- sous-tribu des Hilariinae
  - Hilaria (syn. Pleuraphis)

- sous-tribu des Monanthochloinae
  - Distichlis (syn. Monanthochloe, Reederochloa)

- sous-tribu des Boutelouinae
  - Bouteloua (syn. Buchloe, Buchlomimus, Cathestecum, Chondrosum, Cyclostachya, Griffithsochloa, Opizia, Pentarrhaphis, Pringleochloa, Soderstromia)

- sous-tribu des Scleropogoninae
  - Blepharidachne
  - Dasyochloa
  - Erioneuron
  - Munroa
  - Scleropogon
  - Swallenia

- sous-tribu des Muhlenbergiinae
  - Muhlenbergia (syn. Aegopogon, Bealia, Blepharoneuron, Chaboissaea, Lycurus, Pereilema, Redﬁeldia, Schaﬀnerella, Schedonnardus)